# ふしみ (潜水艦救難艦)
ふしみ（ローマ字：JDS Fushimi, ASR-402）は、海上自衛隊の潜水艦救難艦。計画番号はJ108。
艦名は伏見城に由来し、この名を受け継いだ日本の艦艇としては3代目。

## 来歴
海上自衛隊では、昭和34年度計画で「ちはや」を建造し、潜水艦救難艦の運用に着手した。当時、海上自衛隊の潜水艦は呉基地に集中配備されており、同艦も呉を母港として潜水艦部隊の支援に当たっていた。しかしその後、潜水艦部隊の増勢に伴って、横須賀基地にも潜水艦基地が置かれるようになったことから、こちらに配備するための2隻目の潜水艦救難艦として建造されたのが本艦である。

## 設計
本艦は、基本的には「ちはや」の発展型であるが、予算不足のために一部スペックダウンを余儀なくされた部分もあるとされている。「ちはや」と同様、コスト低減の必要から設計手法は商船構造、また船型は全通2層甲板を備えた遮浪甲板型だが、煙突は2本になっている。また洋上作業の円滑化のため、減揺水槽（ART）も装備された。
主機関としては、この時期の補助艦艇で一般的であったVV22/30シリーズの系譜に連なるV型6気筒機関である川崎造船MAN V6V22/30ATLディーゼルエンジン2基によって推進器1軸を推進する方式とされた。推進器が可変ピッチ・プロペラとされたのも同様である。

## 装備
潜水艦救難装置は、基本的には「ちはや」と同様にレスキュー・チェンバーを用いたものである。このシステムでは、遭難潜水艦を発見したのちにまず4点係留方式によって救難艦を固定するが、この際に使用する大型の係留浮標（スパット）は煙突前方の両舷に搭載されており、鮮やかなインターナショナル・レッド（朱赤）の塗装と相まって、この世代の潜水艦救難艦の外見上の特徴となった。また錨は艦尾甲板両舷に搭載されており、右舷装備のものを前から1番・3番錨、また左舷装備のものを前から2番・4番錨とされていて、浮標にもこれに対応した番号が付されている。錨の重量は1個あたり1.8トンである。レスキュー・チェンバーは艦尾甲板左舷に搭載されている。「ちはや」のレスキュー・チェンバーはアメリカ海軍から譲渡されたものであったのに対し、本艦では国産機とされている。耐圧容器は高さ4.7メートル、直径2.4メートルであり、「ちはや」のものより一回り大きい。操作員2名のほか、要救助者8名を収容できる。
なお作業艇としては、同年度計画で装備化されたFRP製の11メートル作業艇が採用された。また作業艇の揚降も、従来はクレーン方式であったのに対して、本艦では重力型ボート・ダビットとされている。
また潜水艦への補給物資を増加させるとともに魚雷収容能力を付与するなど、潜水母艦としての能力も強化された。

## 艦歴
「ふしみ」は、第3次防衛力整備計画に基づく昭和46年度計画潜水艦救難艦1102号艦として、住友重機械工業浦賀造船所で1968年11月5日に起工され、1969年9月10日に進水、1970年2月10日に就役し、第1潜水隊群に直轄艦として編入され横須賀に配備された。
1973年10月16日、自衛艦隊隷下に第2潜水隊群が新編され直轄艦として編入。
1985年3月27日、第1潜水隊群所属の「ちはや」（初代）が特務艦に種別変更されたことにより、同群に編成替え、定係港も呉に転籍。
2000年3月24日、「ちはや」（2代）の就役に伴い、除籍。